# Гугаркский район
Гугаркский район — административно-территориальная единица в составе Армянской ССР и Армении, существовавшая в 1930—1962 и 1964—1995 годах. Центр — Кировакан (до 1969 года), Мегрут (в 1969—1995 годах).

## История
Район был образован 9 сентября 1930 года под названием Каракилисский район.
В 1935 году Караклисский район был переименован в Кироваканский.
В 1962 году район был упразднён, но уже в 1964 году восстановлен под названием Гугаркский.
Упразднён в 1995 году при переходе Армении на новое административно-территориальное деление.

### Гугаркский погром
В период распада СССР разгорелся армяно-азербайджанский конфликт. По словам сотрудников КГБ СССР в армянском селе Гукарк повторилось почти то же самое, что было в Сумгаите: «Там издевались над азербайджанцами, убивали, грабили дома…». Как писала 7 декабря 1988 года «The New York Times», радио Армении сообщило о проявлении «политической недальновидности» со стороны первого секретаря райкома и председателя райсовета Гугаркского региона. Они были освобождены от своих должностей после того, как этнические столкновения там привели к «трагическим последствиям». По словам председателя КГБ Армении генерала Усика Арутюняна, всего в 1988—1989 гг. было удостоверено 25 убитых на национальной почве азербайджанцев во всей Армянской ССР, из них 20 в северных районах, в том числе 11 — непосредственно в Гугаркском районе.

## Административное деление
По состоянию на 1948 год район включал город Кировакан и 21 сельсовет: Айдарлинский, Алаварский, Арчутский, Бзовдалский, Ваагнинский, Варданлинский, Гамзачиманский, Гезалдаринский, Дарнасский, Дебетский, Даорагюхский, Ехекнутский, Карабердский, Кишлагский, Колагеранский, Лермонтовский, Макарашенский, Мегрутский, Неркин Килисенский, Памбакский, Фиолетовский.